# Conference of the Mat/ts
Conference of the Mat/ts ist ein Jazzalbum von Matthew Shipp und Mat Maneri. Die am 13. November 2017 in den Park West Studios, Brooklyn entstandenen Aufnahmen erschienen am 8. Januar 2019 auf RogueArt.

## Hintergrund
Mit der RogueArt-Veröffentlichung Conference of the Mat/ts werde der musikalische Zusammenschluss zwischen Matthew Shipp und Mat Maneri, der schon ein Vierteljahrhundert bestehe, fortgesetzt, merkt S. Victor Aaron an. Der Pianist und der Bratschist hatten 1994 Shipps LP Critical Mass zusammen aufgenommen und dann zunächst ein Duo-Album Gravitational Systems (2000) vorgelegt. Von da an traten sie gemeinsam in verschiedenen Konfigurationen auf, u. a. mit David S. Ware und Ivo Perelman, in Shipps String Trio und Quartett sowie im Mat Maneri Trio, Quartett und Ensemble sowie zuletzt 2016 auf der von Whit Dickey geleiteten Session Vessel in Orbit (2017).

## Titelliste
- Matthew Shipp – Mat Maneri: Conference of the Mat/ts (Rogueart ROG-0085)[3] Mat Maneri bei einem Auftritt in Seattle 2017 (im Hintergrund der Schlagzeuger Billy Hart)
  1. Conference #1 5:34
  2. Conference #2 3:09
  3. Conference #3 6:05
  4. Conference #4 2:42
  5. Conference #5 4:30
  6. Conference #6 6:40
  7. Conference #7 7:12
  8. Conference #8 3:24
  9. Conference #9 4:35
  10. Conference #10 5:46
  11. Conference #11 4:57
  12. Conference #12 1:53
  13. Conference #13 3:39

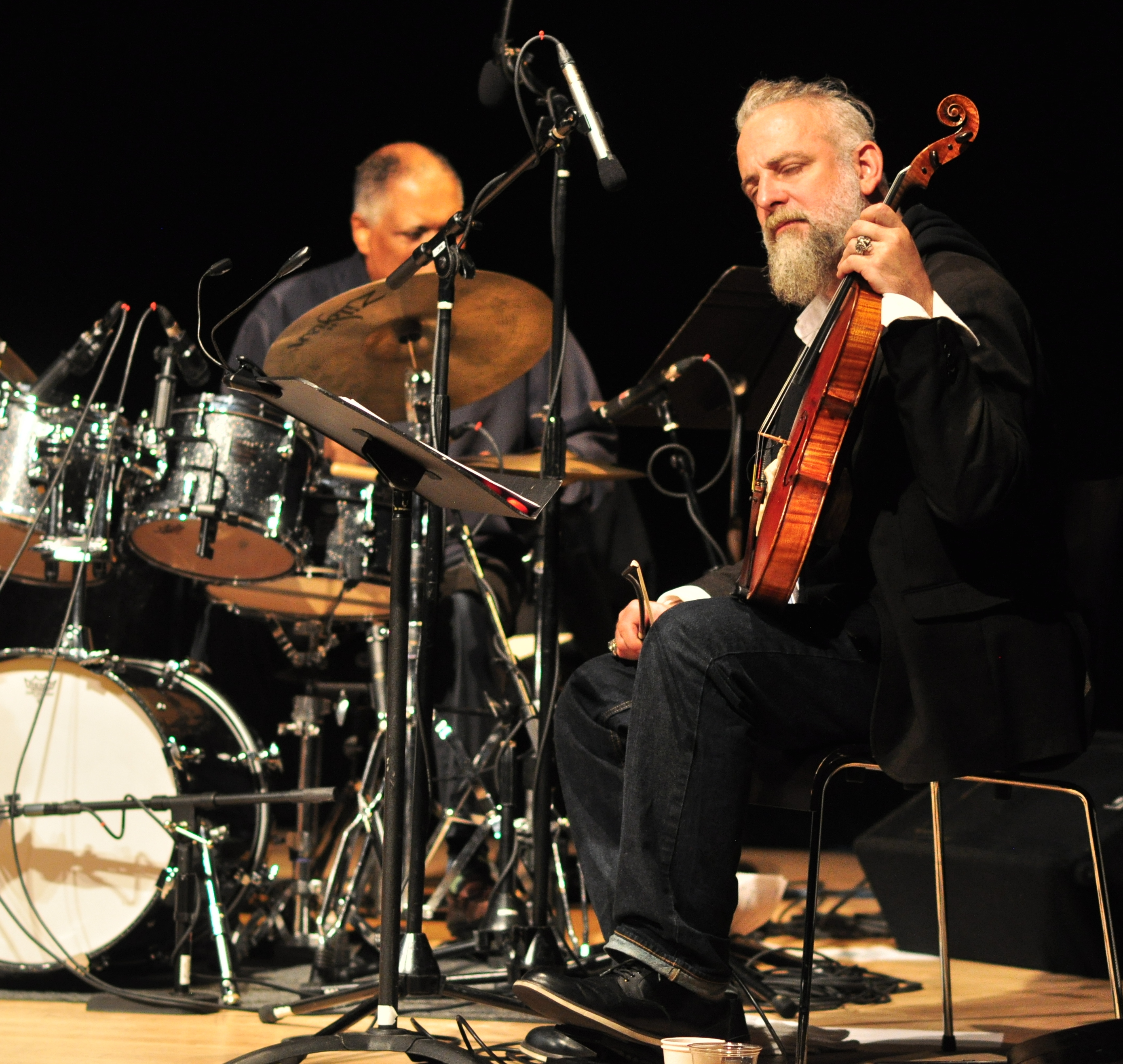
Mat Maneri bei einem Auftritt in Seattle 2017 (im Hintergrund der Schlagzeuger Billy Hart)

- Alle Kompositionen stammen von Matthew Shipp und Mat Maneri.

## Rezeption
Nach Ansicht von Mark Corroto, der das Album in All About Jazz rezensierte und mit vier Sternen auszeichnete, fühle sich diese Aufnahme des Duos geduldiger und entspannter an als ihre vorherigen Duo-Aufnahmen. Maneri und Shipp improvisierten diese 13 Stücke mit einer gewissen Raffinesse, die den Klang in Bereiche jenseits von Kategorisierungen wie Jazz oder „Kammermusik“ erhebe, so Corroto. Zwar seien beide Musiker darin geschult, reine Improvisation und Schönheit mit ihren musikalischen Mitteln zu schmieden, doch „hier werden die Waffen weggeworfen und die Musik wird aus einer ungeschützten und verletzlichen Position erzeugt.“ Maneris Bratsche und Shipps Klavier scheuten dabei Call-and-Response, um sich gegenseitig den Aufbau zu sichern. Die Musik dieses Duos sei führerlos, aber nicht ohne Ruder.
Ebenfalls in All About Jazz schrieb Glenn Astarita, hier spielten zwei unglaublich talentierte Improvisatoren ein Set, das ihre spontanen Instinkte und ihr tiefes Verständnis für den Orientierungssinn des anderen betone. Dabei experimentiere das Duo auf einer zugrunde gelegten Jazzbasis mit Obertönen aus der „Kammermusik“ <gemeint ist wohl Neue Musik>. Die Künstler tauchten dabei „in einige ausgelassene und aufregende Free-Jazz-Verläufe mit  Kadenzen“ ein. Und gelegentlich setzten sie der Strenge spielerische Umwege entgegen.
Nach Ansicht von S. Victor Aaron (Something Else!) komme trotz aller Vertrautheit zwischen den Musikern jedes Mal, wenn sie zusammenkommen, etwas Neues heraus; in 13 frei improvisierten Stücken unterhielten sich die beiden und stichelten sich gegenseitig mit feinsten Hinweisen und Launen.